# دار الكتب الوطنية السعودية
دار الكتب الوطنية السعودية، مكتبة وطنية تقع في العاصمة الرياض، وتتبع لأمانة الرياض.

## سنة التأسيس وموقعها
كانت المكتبة تتبع أمانة الرياض، ثم ضُمت إلى وزارة المعارف حيث نُقلت محتوياتها إلى مكتبة وزارة المعارف، وأُفتتحت رسمياً للناس عام 1388هـ/1968م.

## بناء المكتبة
تقع المكتبة في وسط مدينة الرياض، وتتألف من طابقين يضم الطابق الأرضي منهما مستودع الكتب والأدوات وخدمات التجليد، وورشة التجليد، وقاعة خاصة بعملية إعداد الكتب لتوزيعها، وأما الطابق الآخر يضم مكاتب الموظفين من إداريين وفنيين وغيرهم وثلاث قاعات: الأولى للمطالعة، وفيها كتب تتطرق لمختلف العلوم، والثانية للمراجع، والثالثة للصحف والمجلات والدوريات العربية والأنجليزية، وفيها أيضاً قسم لمطبوعات الأمم المتحدة، كما يوجد في الدار قسم لتجليد الكتب الخاصة بالدار، وقسم آخر للتصوير كما تحتوي الدار أيضاً على أكثر من تسعين ألف كتاب كل هذا أكسبها أهمية في أن تصبح أكبر مكتبة تابعة لوزارة المعارف.

## عمل الدار
تعمل الدار على فترتين صباحية ومسائية، ويرتادها نحو 70 قارئاً أسبوعياً حتى عام 1975م، وكانت أكثر مشاهدات القراء في المواضيع الدينية والتاريخية، ولا يوجد في الدار نظام للإعارة لصعوبة إسترجاع الكتب المستعارة، ولعدم وجود تأمين عليها، وفي المكتبة مختصصين يقومون بمراجعة الكتب الجديدة وتقويمها، وهي ترد إليهم من الناشرين المحليين أو من المؤلفين مباشرة؛ فإذا تمت الموافقة على الكتب تشتري الدار 200 نسخة منه، وتعمل له الفهرسة والتصنيف ثم توزع النسخ على مكتبات المملكة.

## انظر ايضاً
- مكتبات
- مكتبة الملك فهد الوطنية

## وصلات خارجية
- دار الكتب الوطنية.